# 斯塔列 (茲古里夫卡區)
50°25′47″N 31°37′31″E / 50.42972°N 31.62528°E
斯塔雷（烏克蘭語：Старе）是位於烏克蘭北部的村莊，由基辅州布羅瓦里區的茲胡里夫卡市鎮負責管轄。該村始建於1910年，面積0.26平方公里，海拔高度131米，2001年人口145，人口密度每平方公里555.6人。